# Hyakumantō

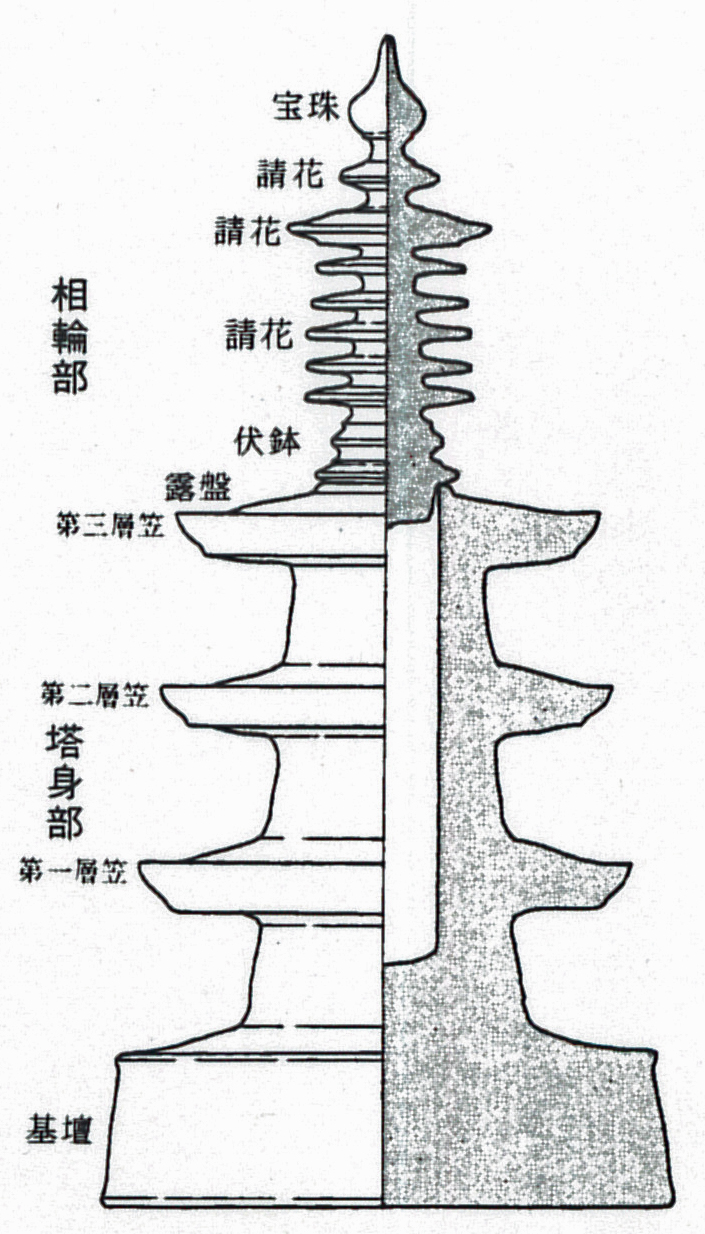
bouw van hyakumantō.

Hyakumantō (百万塔, 百万塔陀羅尼) is een houten, ronde, uit twee delen bestaand miniatuur herdenkings-pagode met inhoud. Ze zijn in een zeer groot aantal in de 8e eeuw gemaakt in opdracht van de Japanse keizerin Kōken (later Shōtoku-Tennō werd genoemd). Hyakumantō betekent "een miljoen pagodes".

## Bouw
Hyakumantō zijn kleine ronde houten votief-pagoden van drie secties, die op een draaibank uit een enkel blok hout zijn vervaardigd. Het bovenste deel, het 'juweel' (de hōju) apart is gedraaid. De pagoden variëren in grootte. Sommige zijn minder dan 30 cm hoog. Oorspronkelijk waren ze rood of wit geverfd. 
In de pagode was een rol gedrukte tekst aanwezig van omstreeks 6 x 45 cm. Deze rollen zijn met houten blokken of koperen platen bedrukt met Vimalasuddhaprabhasa mahadharani sutra. Ze worden beschouwd als een van de oudste bestaande drukwerken ter wereld. In 770 werden deze miniatuur-pagodes naar de tien grote tempels verzonden. 
Van deze miniatuur-pagoden zijn veel verdwenen, maar Hōryū-ji, een boeddhistische tempel in de stad Nara, bezit er nog 43.900 in goede staat.

Hyakumantō, een-miljoen-pagode
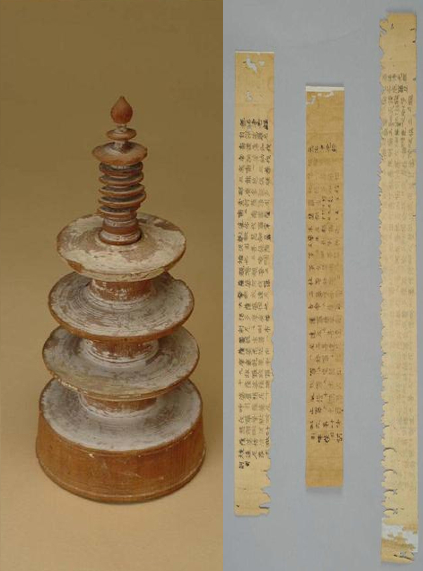
Hyakumantō Darani (gebeds-papierrollen)
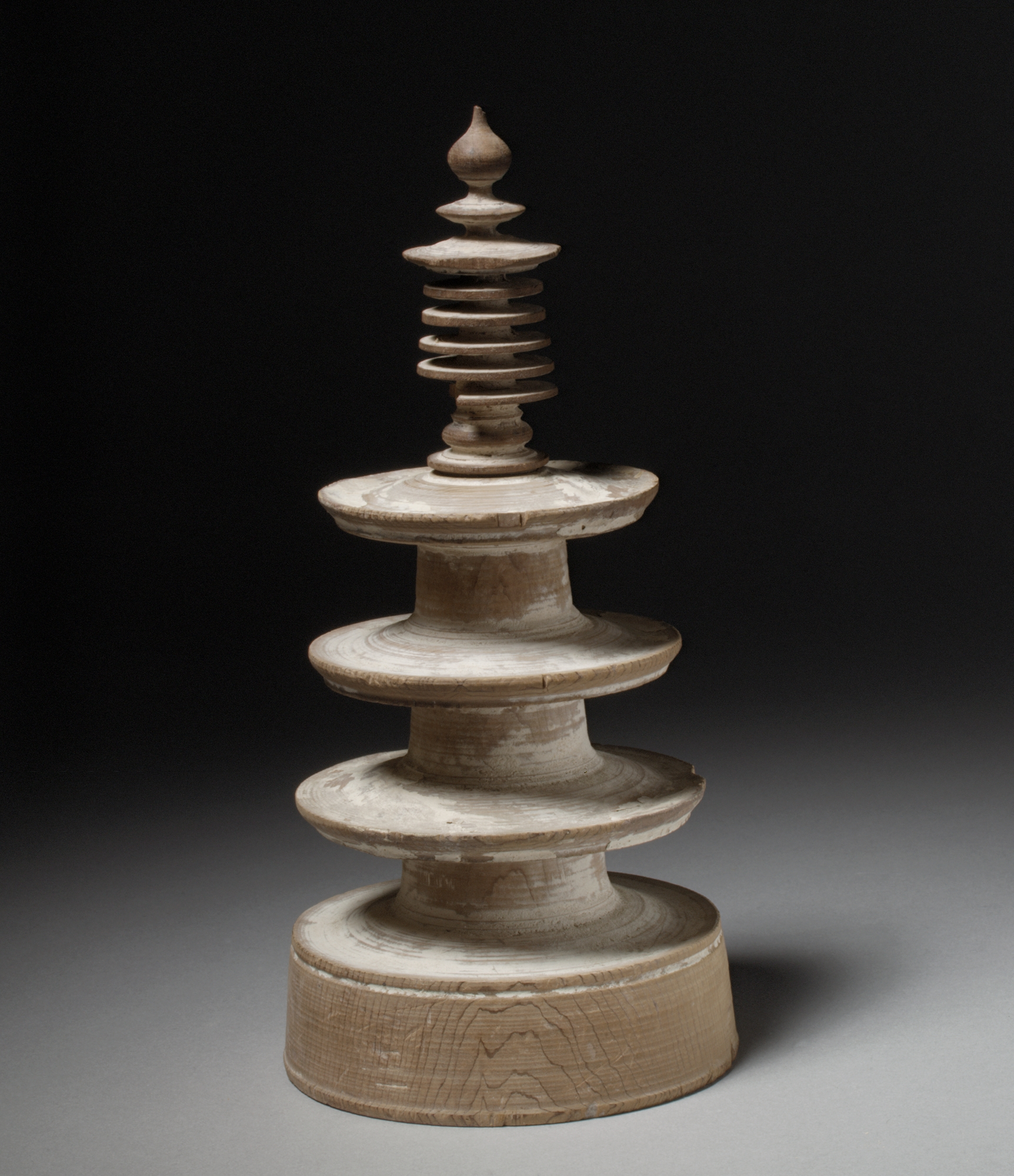
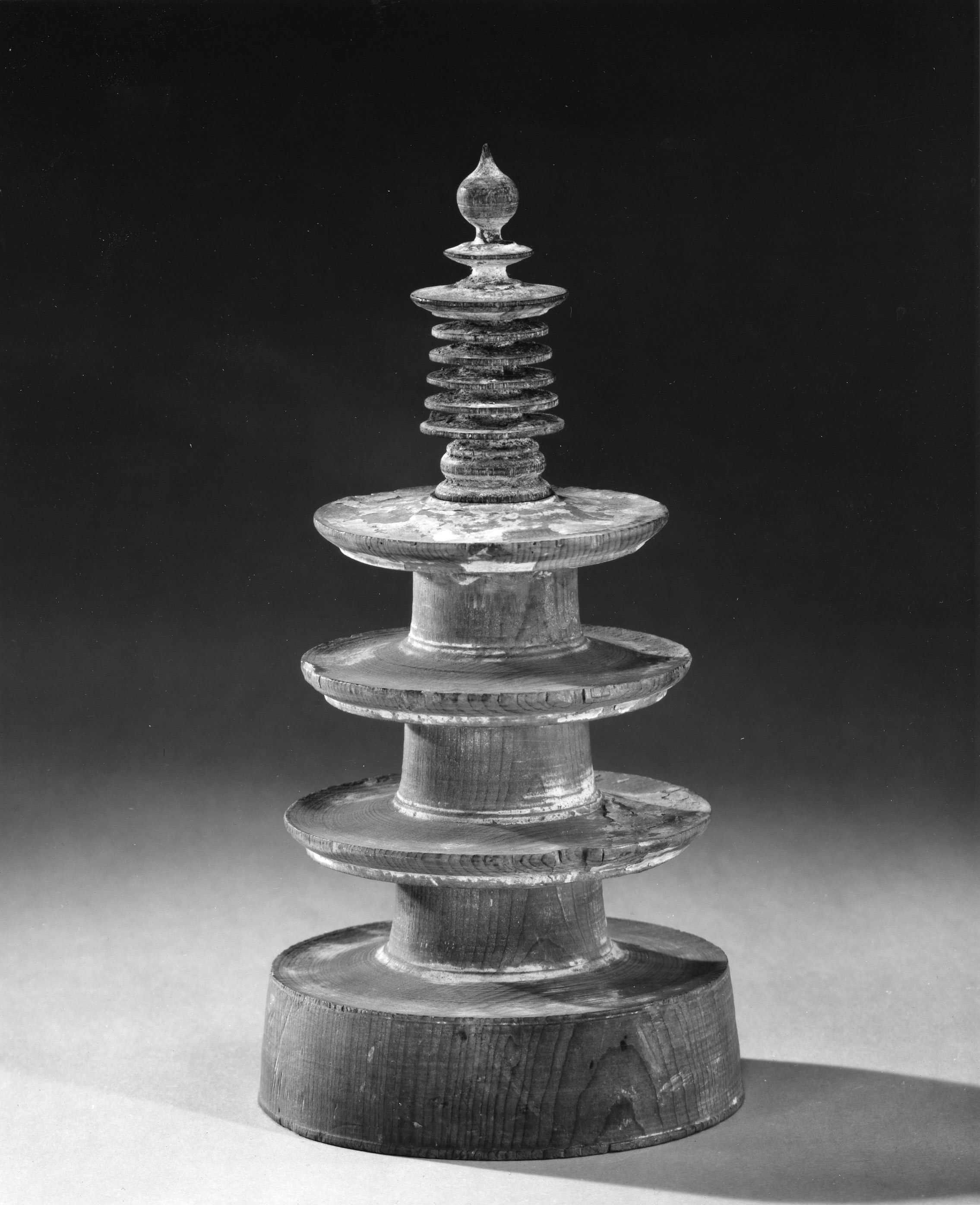
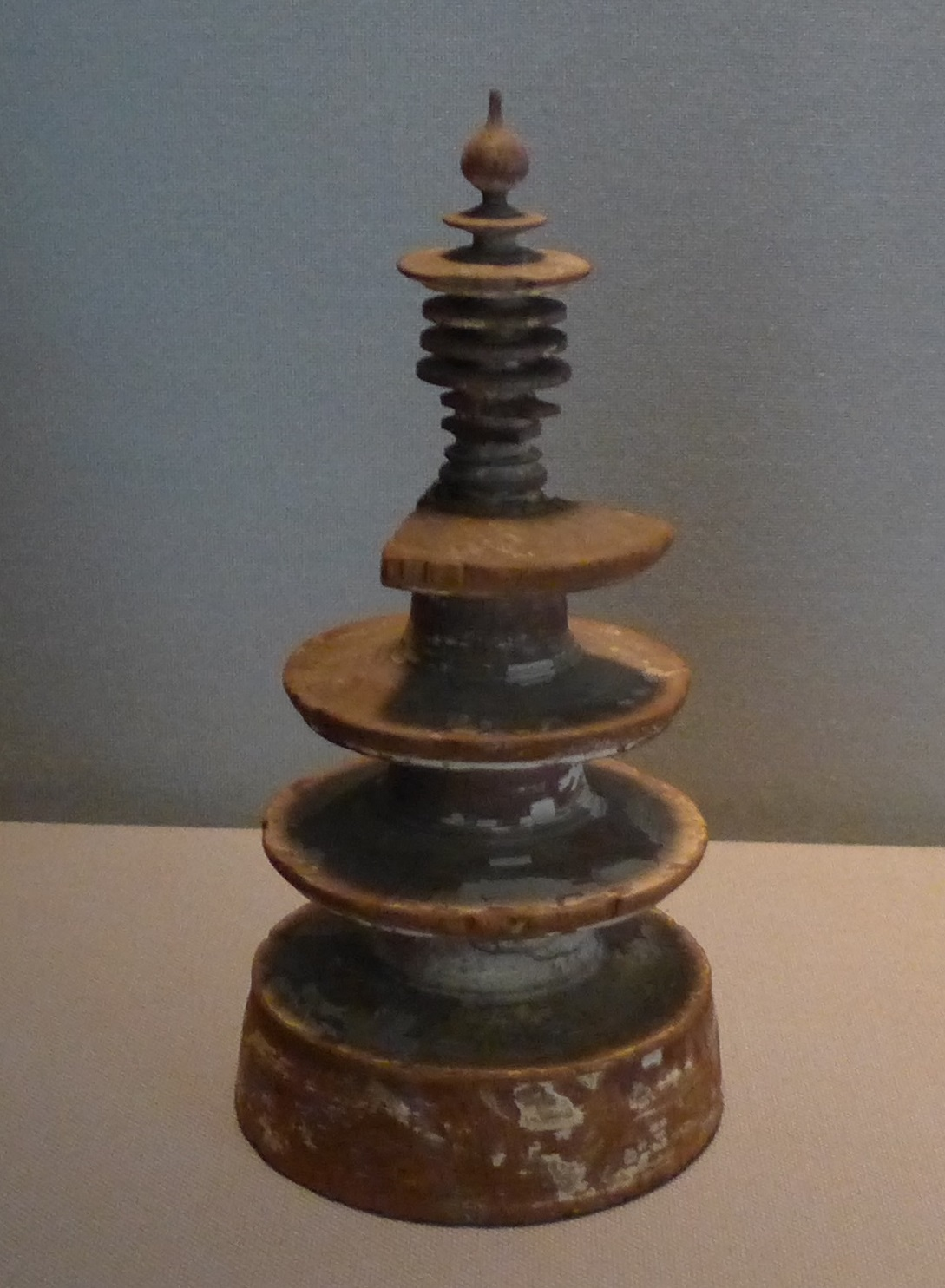

Aoishitōba · 
Bantōba · 
Buttō · 
Daitō · 
Gorintō · 
Hiratōba · 
Hōkyōintō · 
Hōtō · 
Hyakumantō · 
Ishitō · 
Itabi · 
Itabō · Itatōba · 
Kaisantō · 
Kasatōba · 
Kunisakitō · 
Mokutō · 
Muhōtō · 
Pantōba · Pantapō · 
Rantō · 
Sekitō · 
Sōrintō · 
Sōtō · 
Sotōba · 
Tahōtō · 
Tajūtō · Tasōtō · 
Tō · Tōba · 
Yugitō